# Studio di scacchi

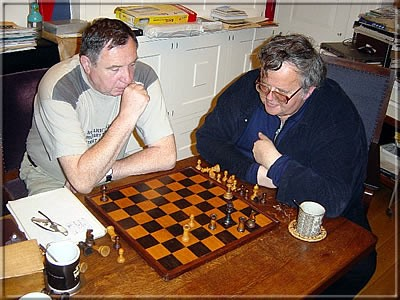
I compositori Nikolaj Kralin e Yochanan Afek

Uno studio di scacchi, o più semplicemente uno studio, è una composizione scacchistica che rappresenta un finale di partita, creata da un compositore di studi, in cui si presenta al solutore una posizione da risolvere.

## Introduzione
Lo studio di scacchi è diverso dal problema di scacchi per vari aspetti: nello studio non è indicato il numero di mosse per arrivare alla soluzione, mentre il problema si presenta generalmente con l'enunciato "il Bianco muove e dà matto in due mosse" oppure "il Bianco muove e dà matto in n mosse". La posizione iniziale di un problema è, inoltre, generalmente molto artificiale, difficilmente raggiungibile in partita, a differenza dello studio in cui si rivedono pattern più simili a quelli che si possono riscontrare in un vero finale di una partita a tavolino. L'enunciato di uno studio è del tipo "il Bianco muove e vince" oppure "il Bianco muove e patta", e lo studio si considera risolto quando si raggiunge una posizione inequivocabilmente vinta o pari, a seconda del caso. Il numero di mosse in cui questo obiettivo deve essere raggiunto non viene specificato: ogni studio può infatti presentare più linee di gioco di lunghezza differente.
Molti studi hanno dato contributi essenziali alla teoria dei finali, essendo in essi indicata la manovra corretta per vincere o pattare in una determinata posizione. Come per i problemi, lo studio per essere corretto deve avere un'unica soluzione, pur permettendo in alcuni casi mosse alternative minori, come per es. muovere un Cavallo da b1 a b5 con la manovra b1-c3-b5 oppure b1-a3-b5. In tal caso si ha un "duale minore", generalmente tollerato. Se lo studio ha una soluzione diversa fin dalla prima mossa da quella proposta dall'autore si ha un "cook" e lo studio viene detto "demolito". Come nel caso del problema, uno studio che non ha soluzione è detto insolubile (generalmente capita per via di una difesa efficace sfuggita all'analisi del compositore, anche se i computer hanno ridotto di molto questa eventualità).
Gli studi vengono presentati in concorsi di composizione, oggi regolamentati dalla WFCC (World Federation for Chess Composition).
La FIDE, tramite la WFCC, attribuisce i seguenti titoli a vita (assegnati indistintamente sia per la composizione di studi che di problemi):
- Grande Maestro della composizione
- Maestro internazionale della composizione
- Maestro della composizione
- Maestro onorario della composizione
- Giudice internazionale per la composizione
- Grande Maestro della soluzione
- Maestro internazionale della soluzione
- Maestro della soluzione

Sono stati studiati vari metodi per la classificazione degli studi, i più usati attualmente sono:
- il codice GBR
- la notazione Forsyth-Edwards

Il codice di classificazione è utile per la ricerca di un determinato studio o posizione nei database. Il database dell'olandese Harold van der Heijden comprende (edizione del 2020) 93.839 studi, ed è considerato di riferimento a livello internazionale.

## Esempi di studi
|   | a                                                                             | b                                                                             | c                                                                             | d                                                                             | e                                                                             | f                                                                             | g                                                                             | h                                                                             |   |
| 8 | h8 re del bianco · a6 re del nero · c6 pedone del bianco · h5 pedone del nero | h8 re del bianco · a6 re del nero · c6 pedone del bianco · h5 pedone del nero | h8 re del bianco · a6 re del nero · c6 pedone del bianco · h5 pedone del nero | h8 re del bianco · a6 re del nero · c6 pedone del bianco · h5 pedone del nero | h8 re del bianco · a6 re del nero · c6 pedone del bianco · h5 pedone del nero | h8 re del bianco · a6 re del nero · c6 pedone del bianco · h5 pedone del nero | h8 re del bianco · a6 re del nero · c6 pedone del bianco · h5 pedone del nero | h8 re del bianco · a6 re del nero · c6 pedone del bianco · h5 pedone del nero | 8 |
| 7 | h8 re del bianco · a6 re del nero · c6 pedone del bianco · h5 pedone del nero | h8 re del bianco · a6 re del nero · c6 pedone del bianco · h5 pedone del nero | h8 re del bianco · a6 re del nero · c6 pedone del bianco · h5 pedone del nero | h8 re del bianco · a6 re del nero · c6 pedone del bianco · h5 pedone del nero | h8 re del bianco · a6 re del nero · c6 pedone del bianco · h5 pedone del nero | h8 re del bianco · a6 re del nero · c6 pedone del bianco · h5 pedone del nero | h8 re del bianco · a6 re del nero · c6 pedone del bianco · h5 pedone del nero | h8 re del bianco · a6 re del nero · c6 pedone del bianco · h5 pedone del nero | 7 |
| 6 | h8 re del bianco · a6 re del nero · c6 pedone del bianco · h5 pedone del nero | h8 re del bianco · a6 re del nero · c6 pedone del bianco · h5 pedone del nero | h8 re del bianco · a6 re del nero · c6 pedone del bianco · h5 pedone del nero | h8 re del bianco · a6 re del nero · c6 pedone del bianco · h5 pedone del nero | h8 re del bianco · a6 re del nero · c6 pedone del bianco · h5 pedone del nero | h8 re del bianco · a6 re del nero · c6 pedone del bianco · h5 pedone del nero | h8 re del bianco · a6 re del nero · c6 pedone del bianco · h5 pedone del nero | h8 re del bianco · a6 re del nero · c6 pedone del bianco · h5 pedone del nero | 6 |
| 5 | h8 re del bianco · a6 re del nero · c6 pedone del bianco · h5 pedone del nero | h8 re del bianco · a6 re del nero · c6 pedone del bianco · h5 pedone del nero | h8 re del bianco · a6 re del nero · c6 pedone del bianco · h5 pedone del nero | h8 re del bianco · a6 re del nero · c6 pedone del bianco · h5 pedone del nero | h8 re del bianco · a6 re del nero · c6 pedone del bianco · h5 pedone del nero | h8 re del bianco · a6 re del nero · c6 pedone del bianco · h5 pedone del nero | h8 re del bianco · a6 re del nero · c6 pedone del bianco · h5 pedone del nero | h8 re del bianco · a6 re del nero · c6 pedone del bianco · h5 pedone del nero | 5 |
| 4 | h8 re del bianco · a6 re del nero · c6 pedone del bianco · h5 pedone del nero | h8 re del bianco · a6 re del nero · c6 pedone del bianco · h5 pedone del nero | h8 re del bianco · a6 re del nero · c6 pedone del bianco · h5 pedone del nero | h8 re del bianco · a6 re del nero · c6 pedone del bianco · h5 pedone del nero | h8 re del bianco · a6 re del nero · c6 pedone del bianco · h5 pedone del nero | h8 re del bianco · a6 re del nero · c6 pedone del bianco · h5 pedone del nero | h8 re del bianco · a6 re del nero · c6 pedone del bianco · h5 pedone del nero | h8 re del bianco · a6 re del nero · c6 pedone del bianco · h5 pedone del nero | 4 |
| 3 | h8 re del bianco · a6 re del nero · c6 pedone del bianco · h5 pedone del nero | h8 re del bianco · a6 re del nero · c6 pedone del bianco · h5 pedone del nero | h8 re del bianco · a6 re del nero · c6 pedone del bianco · h5 pedone del nero | h8 re del bianco · a6 re del nero · c6 pedone del bianco · h5 pedone del nero | h8 re del bianco · a6 re del nero · c6 pedone del bianco · h5 pedone del nero | h8 re del bianco · a6 re del nero · c6 pedone del bianco · h5 pedone del nero | h8 re del bianco · a6 re del nero · c6 pedone del bianco · h5 pedone del nero | h8 re del bianco · a6 re del nero · c6 pedone del bianco · h5 pedone del nero | 3 |
| 2 | h8 re del bianco · a6 re del nero · c6 pedone del bianco · h5 pedone del nero | h8 re del bianco · a6 re del nero · c6 pedone del bianco · h5 pedone del nero | h8 re del bianco · a6 re del nero · c6 pedone del bianco · h5 pedone del nero | h8 re del bianco · a6 re del nero · c6 pedone del bianco · h5 pedone del nero | h8 re del bianco · a6 re del nero · c6 pedone del bianco · h5 pedone del nero | h8 re del bianco · a6 re del nero · c6 pedone del bianco · h5 pedone del nero | h8 re del bianco · a6 re del nero · c6 pedone del bianco · h5 pedone del nero | h8 re del bianco · a6 re del nero · c6 pedone del bianco · h5 pedone del nero | 2 |
| 1 | h8 re del bianco · a6 re del nero · c6 pedone del bianco · h5 pedone del nero | h8 re del bianco · a6 re del nero · c6 pedone del bianco · h5 pedone del nero | h8 re del bianco · a6 re del nero · c6 pedone del bianco · h5 pedone del nero | h8 re del bianco · a6 re del nero · c6 pedone del bianco · h5 pedone del nero | h8 re del bianco · a6 re del nero · c6 pedone del bianco · h5 pedone del nero | h8 re del bianco · a6 re del nero · c6 pedone del bianco · h5 pedone del nero | h8 re del bianco · a6 re del nero · c6 pedone del bianco · h5 pedone del nero | h8 re del bianco · a6 re del nero · c6 pedone del bianco · h5 pedone del nero | 1 |
|   | a                                                                             | b                                                                             | c                                                                             | d                                                                             | e                                                                             | f                                                                             | g                                                                             | h                                                                             |   |

Sulla destra vediamo un famoso studio di Richard Réti.
A prima vista sembra impossibile che il Bianco possa pattare: se il Re Bianco cerca di portarsi verso il pedone Nero non potrà mai raggiungerlo, mentre il Nero può catturare il pedone Bianco se cerca di promuovere.
Tuttavia il Bianco può trarre vantaggio dal fatto che il Re può muovere in due direzioni nello stesso tempo: verso il pedone Nero e verso il proprio pedone.
La soluzione è la seguente: 1.Rg7! h4 (1...Rb6 2.Rf6! h4 3.Re5! con trasposizione) 2.Rf6! Rb6 (se 2...h3, 3.Re6 h2 4.c7 Rb7 5.Rd7 e anche il Bianco promuove) 3.Re5! Ora se 3...Rxc6 il Re Bianco si porta in f4 e ferma il pedone, mentre se 3...h3 4.Rd6 ed anche il Bianco promuove. In ogni caso il Bianco riesce ad ottenere la patta.
Questo tipo di finale è trattato nell'articolo Finali di pedoni.
|   | a | b | c | d | e | f | g | h |   |
| 8 | b7 pedone del nero · d7 pedone del nero · g7 re del bianco · c6 pedone del nero · d6 alfiere del bianco · c5 pedone del bianco · e5 pedone del bianco · f5 re del nero · a4 pedone del nero · c4 pedone del bianco · d4 pedone del nero · d3 pedone del bianco · f2 pedone del bianco | b7 pedone del nero · d7 pedone del nero · g7 re del bianco · c6 pedone del nero · d6 alfiere del bianco · c5 pedone del bianco · e5 pedone del bianco · f5 re del nero · a4 pedone del nero · c4 pedone del bianco · d4 pedone del nero · d3 pedone del bianco · f2 pedone del bianco | b7 pedone del nero · d7 pedone del nero · g7 re del bianco · c6 pedone del nero · d6 alfiere del bianco · c5 pedone del bianco · e5 pedone del bianco · f5 re del nero · a4 pedone del nero · c4 pedone del bianco · d4 pedone del nero · d3 pedone del bianco · f2 pedone del bianco | b7 pedone del nero · d7 pedone del nero · g7 re del bianco · c6 pedone del nero · d6 alfiere del bianco · c5 pedone del bianco · e5 pedone del bianco · f5 re del nero · a4 pedone del nero · c4 pedone del bianco · d4 pedone del nero · d3 pedone del bianco · f2 pedone del bianco | b7 pedone del nero · d7 pedone del nero · g7 re del bianco · c6 pedone del nero · d6 alfiere del bianco · c5 pedone del bianco · e5 pedone del bianco · f5 re del nero · a4 pedone del nero · c4 pedone del bianco · d4 pedone del nero · d3 pedone del bianco · f2 pedone del bianco | b7 pedone del nero · d7 pedone del nero · g7 re del bianco · c6 pedone del nero · d6 alfiere del bianco · c5 pedone del bianco · e5 pedone del bianco · f5 re del nero · a4 pedone del nero · c4 pedone del bianco · d4 pedone del nero · d3 pedone del bianco · f2 pedone del bianco | b7 pedone del nero · d7 pedone del nero · g7 re del bianco · c6 pedone del nero · d6 alfiere del bianco · c5 pedone del bianco · e5 pedone del bianco · f5 re del nero · a4 pedone del nero · c4 pedone del bianco · d4 pedone del nero · d3 pedone del bianco · f2 pedone del bianco | b7 pedone del nero · d7 pedone del nero · g7 re del bianco · c6 pedone del nero · d6 alfiere del bianco · c5 pedone del bianco · e5 pedone del bianco · f5 re del nero · a4 pedone del nero · c4 pedone del bianco · d4 pedone del nero · d3 pedone del bianco · f2 pedone del bianco | 8 |
| 7 | b7 pedone del nero · d7 pedone del nero · g7 re del bianco · c6 pedone del nero · d6 alfiere del bianco · c5 pedone del bianco · e5 pedone del bianco · f5 re del nero · a4 pedone del nero · c4 pedone del bianco · d4 pedone del nero · d3 pedone del bianco · f2 pedone del bianco | b7 pedone del nero · d7 pedone del nero · g7 re del bianco · c6 pedone del nero · d6 alfiere del bianco · c5 pedone del bianco · e5 pedone del bianco · f5 re del nero · a4 pedone del nero · c4 pedone del bianco · d4 pedone del nero · d3 pedone del bianco · f2 pedone del bianco | b7 pedone del nero · d7 pedone del nero · g7 re del bianco · c6 pedone del nero · d6 alfiere del bianco · c5 pedone del bianco · e5 pedone del bianco · f5 re del nero · a4 pedone del nero · c4 pedone del bianco · d4 pedone del nero · d3 pedone del bianco · f2 pedone del bianco | b7 pedone del nero · d7 pedone del nero · g7 re del bianco · c6 pedone del nero · d6 alfiere del bianco · c5 pedone del bianco · e5 pedone del bianco · f5 re del nero · a4 pedone del nero · c4 pedone del bianco · d4 pedone del nero · d3 pedone del bianco · f2 pedone del bianco | b7 pedone del nero · d7 pedone del nero · g7 re del bianco · c6 pedone del nero · d6 alfiere del bianco · c5 pedone del bianco · e5 pedone del bianco · f5 re del nero · a4 pedone del nero · c4 pedone del bianco · d4 pedone del nero · d3 pedone del bianco · f2 pedone del bianco | b7 pedone del nero · d7 pedone del nero · g7 re del bianco · c6 pedone del nero · d6 alfiere del bianco · c5 pedone del bianco · e5 pedone del bianco · f5 re del nero · a4 pedone del nero · c4 pedone del bianco · d4 pedone del nero · d3 pedone del bianco · f2 pedone del bianco | b7 pedone del nero · d7 pedone del nero · g7 re del bianco · c6 pedone del nero · d6 alfiere del bianco · c5 pedone del bianco · e5 pedone del bianco · f5 re del nero · a4 pedone del nero · c4 pedone del bianco · d4 pedone del nero · d3 pedone del bianco · f2 pedone del bianco | b7 pedone del nero · d7 pedone del nero · g7 re del bianco · c6 pedone del nero · d6 alfiere del bianco · c5 pedone del bianco · e5 pedone del bianco · f5 re del nero · a4 pedone del nero · c4 pedone del bianco · d4 pedone del nero · d3 pedone del bianco · f2 pedone del bianco | 7 |
| 6 | b7 pedone del nero · d7 pedone del nero · g7 re del bianco · c6 pedone del nero · d6 alfiere del bianco · c5 pedone del bianco · e5 pedone del bianco · f5 re del nero · a4 pedone del nero · c4 pedone del bianco · d4 pedone del nero · d3 pedone del bianco · f2 pedone del bianco | b7 pedone del nero · d7 pedone del nero · g7 re del bianco · c6 pedone del nero · d6 alfiere del bianco · c5 pedone del bianco · e5 pedone del bianco · f5 re del nero · a4 pedone del nero · c4 pedone del bianco · d4 pedone del nero · d3 pedone del bianco · f2 pedone del bianco | b7 pedone del nero · d7 pedone del nero · g7 re del bianco · c6 pedone del nero · d6 alfiere del bianco · c5 pedone del bianco · e5 pedone del bianco · f5 re del nero · a4 pedone del nero · c4 pedone del bianco · d4 pedone del nero · d3 pedone del bianco · f2 pedone del bianco | b7 pedone del nero · d7 pedone del nero · g7 re del bianco · c6 pedone del nero · d6 alfiere del bianco · c5 pedone del bianco · e5 pedone del bianco · f5 re del nero · a4 pedone del nero · c4 pedone del bianco · d4 pedone del nero · d3 pedone del bianco · f2 pedone del bianco | b7 pedone del nero · d7 pedone del nero · g7 re del bianco · c6 pedone del nero · d6 alfiere del bianco · c5 pedone del bianco · e5 pedone del bianco · f5 re del nero · a4 pedone del nero · c4 pedone del bianco · d4 pedone del nero · d3 pedone del bianco · f2 pedone del bianco | b7 pedone del nero · d7 pedone del nero · g7 re del bianco · c6 pedone del nero · d6 alfiere del bianco · c5 pedone del bianco · e5 pedone del bianco · f5 re del nero · a4 pedone del nero · c4 pedone del bianco · d4 pedone del nero · d3 pedone del bianco · f2 pedone del bianco | b7 pedone del nero · d7 pedone del nero · g7 re del bianco · c6 pedone del nero · d6 alfiere del bianco · c5 pedone del bianco · e5 pedone del bianco · f5 re del nero · a4 pedone del nero · c4 pedone del bianco · d4 pedone del nero · d3 pedone del bianco · f2 pedone del bianco | b7 pedone del nero · d7 pedone del nero · g7 re del bianco · c6 pedone del nero · d6 alfiere del bianco · c5 pedone del bianco · e5 pedone del bianco · f5 re del nero · a4 pedone del nero · c4 pedone del bianco · d4 pedone del nero · d3 pedone del bianco · f2 pedone del bianco | 6 |
| 5 | b7 pedone del nero · d7 pedone del nero · g7 re del bianco · c6 pedone del nero · d6 alfiere del bianco · c5 pedone del bianco · e5 pedone del bianco · f5 re del nero · a4 pedone del nero · c4 pedone del bianco · d4 pedone del nero · d3 pedone del bianco · f2 pedone del bianco | b7 pedone del nero · d7 pedone del nero · g7 re del bianco · c6 pedone del nero · d6 alfiere del bianco · c5 pedone del bianco · e5 pedone del bianco · f5 re del nero · a4 pedone del nero · c4 pedone del bianco · d4 pedone del nero · d3 pedone del bianco · f2 pedone del bianco | b7 pedone del nero · d7 pedone del nero · g7 re del bianco · c6 pedone del nero · d6 alfiere del bianco · c5 pedone del bianco · e5 pedone del bianco · f5 re del nero · a4 pedone del nero · c4 pedone del bianco · d4 pedone del nero · d3 pedone del bianco · f2 pedone del bianco | b7 pedone del nero · d7 pedone del nero · g7 re del bianco · c6 pedone del nero · d6 alfiere del bianco · c5 pedone del bianco · e5 pedone del bianco · f5 re del nero · a4 pedone del nero · c4 pedone del bianco · d4 pedone del nero · d3 pedone del bianco · f2 pedone del bianco | b7 pedone del nero · d7 pedone del nero · g7 re del bianco · c6 pedone del nero · d6 alfiere del bianco · c5 pedone del bianco · e5 pedone del bianco · f5 re del nero · a4 pedone del nero · c4 pedone del bianco · d4 pedone del nero · d3 pedone del bianco · f2 pedone del bianco | b7 pedone del nero · d7 pedone del nero · g7 re del bianco · c6 pedone del nero · d6 alfiere del bianco · c5 pedone del bianco · e5 pedone del bianco · f5 re del nero · a4 pedone del nero · c4 pedone del bianco · d4 pedone del nero · d3 pedone del bianco · f2 pedone del bianco | b7 pedone del nero · d7 pedone del nero · g7 re del bianco · c6 pedone del nero · d6 alfiere del bianco · c5 pedone del bianco · e5 pedone del bianco · f5 re del nero · a4 pedone del nero · c4 pedone del bianco · d4 pedone del nero · d3 pedone del bianco · f2 pedone del bianco | b7 pedone del nero · d7 pedone del nero · g7 re del bianco · c6 pedone del nero · d6 alfiere del bianco · c5 pedone del bianco · e5 pedone del bianco · f5 re del nero · a4 pedone del nero · c4 pedone del bianco · d4 pedone del nero · d3 pedone del bianco · f2 pedone del bianco | 5 |
| 4 | b7 pedone del nero · d7 pedone del nero · g7 re del bianco · c6 pedone del nero · d6 alfiere del bianco · c5 pedone del bianco · e5 pedone del bianco · f5 re del nero · a4 pedone del nero · c4 pedone del bianco · d4 pedone del nero · d3 pedone del bianco · f2 pedone del bianco | b7 pedone del nero · d7 pedone del nero · g7 re del bianco · c6 pedone del nero · d6 alfiere del bianco · c5 pedone del bianco · e5 pedone del bianco · f5 re del nero · a4 pedone del nero · c4 pedone del bianco · d4 pedone del nero · d3 pedone del bianco · f2 pedone del bianco | b7 pedone del nero · d7 pedone del nero · g7 re del bianco · c6 pedone del nero · d6 alfiere del bianco · c5 pedone del bianco · e5 pedone del bianco · f5 re del nero · a4 pedone del nero · c4 pedone del bianco · d4 pedone del nero · d3 pedone del bianco · f2 pedone del bianco | b7 pedone del nero · d7 pedone del nero · g7 re del bianco · c6 pedone del nero · d6 alfiere del bianco · c5 pedone del bianco · e5 pedone del bianco · f5 re del nero · a4 pedone del nero · c4 pedone del bianco · d4 pedone del nero · d3 pedone del bianco · f2 pedone del bianco | b7 pedone del nero · d7 pedone del nero · g7 re del bianco · c6 pedone del nero · d6 alfiere del bianco · c5 pedone del bianco · e5 pedone del bianco · f5 re del nero · a4 pedone del nero · c4 pedone del bianco · d4 pedone del nero · d3 pedone del bianco · f2 pedone del bianco | b7 pedone del nero · d7 pedone del nero · g7 re del bianco · c6 pedone del nero · d6 alfiere del bianco · c5 pedone del bianco · e5 pedone del bianco · f5 re del nero · a4 pedone del nero · c4 pedone del bianco · d4 pedone del nero · d3 pedone del bianco · f2 pedone del bianco | b7 pedone del nero · d7 pedone del nero · g7 re del bianco · c6 pedone del nero · d6 alfiere del bianco · c5 pedone del bianco · e5 pedone del bianco · f5 re del nero · a4 pedone del nero · c4 pedone del bianco · d4 pedone del nero · d3 pedone del bianco · f2 pedone del bianco | b7 pedone del nero · d7 pedone del nero · g7 re del bianco · c6 pedone del nero · d6 alfiere del bianco · c5 pedone del bianco · e5 pedone del bianco · f5 re del nero · a4 pedone del nero · c4 pedone del bianco · d4 pedone del nero · d3 pedone del bianco · f2 pedone del bianco | 4 |
| 3 | b7 pedone del nero · d7 pedone del nero · g7 re del bianco · c6 pedone del nero · d6 alfiere del bianco · c5 pedone del bianco · e5 pedone del bianco · f5 re del nero · a4 pedone del nero · c4 pedone del bianco · d4 pedone del nero · d3 pedone del bianco · f2 pedone del bianco | b7 pedone del nero · d7 pedone del nero · g7 re del bianco · c6 pedone del nero · d6 alfiere del bianco · c5 pedone del bianco · e5 pedone del bianco · f5 re del nero · a4 pedone del nero · c4 pedone del bianco · d4 pedone del nero · d3 pedone del bianco · f2 pedone del bianco | b7 pedone del nero · d7 pedone del nero · g7 re del bianco · c6 pedone del nero · d6 alfiere del bianco · c5 pedone del bianco · e5 pedone del bianco · f5 re del nero · a4 pedone del nero · c4 pedone del bianco · d4 pedone del nero · d3 pedone del bianco · f2 pedone del bianco | b7 pedone del nero · d7 pedone del nero · g7 re del bianco · c6 pedone del nero · d6 alfiere del bianco · c5 pedone del bianco · e5 pedone del bianco · f5 re del nero · a4 pedone del nero · c4 pedone del bianco · d4 pedone del nero · d3 pedone del bianco · f2 pedone del bianco | b7 pedone del nero · d7 pedone del nero · g7 re del bianco · c6 pedone del nero · d6 alfiere del bianco · c5 pedone del bianco · e5 pedone del bianco · f5 re del nero · a4 pedone del nero · c4 pedone del bianco · d4 pedone del nero · d3 pedone del bianco · f2 pedone del bianco | b7 pedone del nero · d7 pedone del nero · g7 re del bianco · c6 pedone del nero · d6 alfiere del bianco · c5 pedone del bianco · e5 pedone del bianco · f5 re del nero · a4 pedone del nero · c4 pedone del bianco · d4 pedone del nero · d3 pedone del bianco · f2 pedone del bianco | b7 pedone del nero · d7 pedone del nero · g7 re del bianco · c6 pedone del nero · d6 alfiere del bianco · c5 pedone del bianco · e5 pedone del bianco · f5 re del nero · a4 pedone del nero · c4 pedone del bianco · d4 pedone del nero · d3 pedone del bianco · f2 pedone del bianco | b7 pedone del nero · d7 pedone del nero · g7 re del bianco · c6 pedone del nero · d6 alfiere del bianco · c5 pedone del bianco · e5 pedone del bianco · f5 re del nero · a4 pedone del nero · c4 pedone del bianco · d4 pedone del nero · d3 pedone del bianco · f2 pedone del bianco | 3 |
| 2 | b7 pedone del nero · d7 pedone del nero · g7 re del bianco · c6 pedone del nero · d6 alfiere del bianco · c5 pedone del bianco · e5 pedone del bianco · f5 re del nero · a4 pedone del nero · c4 pedone del bianco · d4 pedone del nero · d3 pedone del bianco · f2 pedone del bianco | b7 pedone del nero · d7 pedone del nero · g7 re del bianco · c6 pedone del nero · d6 alfiere del bianco · c5 pedone del bianco · e5 pedone del bianco · f5 re del nero · a4 pedone del nero · c4 pedone del bianco · d4 pedone del nero · d3 pedone del bianco · f2 pedone del bianco | b7 pedone del nero · d7 pedone del nero · g7 re del bianco · c6 pedone del nero · d6 alfiere del bianco · c5 pedone del bianco · e5 pedone del bianco · f5 re del nero · a4 pedone del nero · c4 pedone del bianco · d4 pedone del nero · d3 pedone del bianco · f2 pedone del bianco | b7 pedone del nero · d7 pedone del nero · g7 re del bianco · c6 pedone del nero · d6 alfiere del bianco · c5 pedone del bianco · e5 pedone del bianco · f5 re del nero · a4 pedone del nero · c4 pedone del bianco · d4 pedone del nero · d3 pedone del bianco · f2 pedone del bianco | b7 pedone del nero · d7 pedone del nero · g7 re del bianco · c6 pedone del nero · d6 alfiere del bianco · c5 pedone del bianco · e5 pedone del bianco · f5 re del nero · a4 pedone del nero · c4 pedone del bianco · d4 pedone del nero · d3 pedone del bianco · f2 pedone del bianco | b7 pedone del nero · d7 pedone del nero · g7 re del bianco · c6 pedone del nero · d6 alfiere del bianco · c5 pedone del bianco · e5 pedone del bianco · f5 re del nero · a4 pedone del nero · c4 pedone del bianco · d4 pedone del nero · d3 pedone del bianco · f2 pedone del bianco | b7 pedone del nero · d7 pedone del nero · g7 re del bianco · c6 pedone del nero · d6 alfiere del bianco · c5 pedone del bianco · e5 pedone del bianco · f5 re del nero · a4 pedone del nero · c4 pedone del bianco · d4 pedone del nero · d3 pedone del bianco · f2 pedone del bianco | b7 pedone del nero · d7 pedone del nero · g7 re del bianco · c6 pedone del nero · d6 alfiere del bianco · c5 pedone del bianco · e5 pedone del bianco · f5 re del nero · a4 pedone del nero · c4 pedone del bianco · d4 pedone del nero · d3 pedone del bianco · f2 pedone del bianco | 2 |
| 1 | b7 pedone del nero · d7 pedone del nero · g7 re del bianco · c6 pedone del nero · d6 alfiere del bianco · c5 pedone del bianco · e5 pedone del bianco · f5 re del nero · a4 pedone del nero · c4 pedone del bianco · d4 pedone del nero · d3 pedone del bianco · f2 pedone del bianco | b7 pedone del nero · d7 pedone del nero · g7 re del bianco · c6 pedone del nero · d6 alfiere del bianco · c5 pedone del bianco · e5 pedone del bianco · f5 re del nero · a4 pedone del nero · c4 pedone del bianco · d4 pedone del nero · d3 pedone del bianco · f2 pedone del bianco | b7 pedone del nero · d7 pedone del nero · g7 re del bianco · c6 pedone del nero · d6 alfiere del bianco · c5 pedone del bianco · e5 pedone del bianco · f5 re del nero · a4 pedone del nero · c4 pedone del bianco · d4 pedone del nero · d3 pedone del bianco · f2 pedone del bianco | b7 pedone del nero · d7 pedone del nero · g7 re del bianco · c6 pedone del nero · d6 alfiere del bianco · c5 pedone del bianco · e5 pedone del bianco · f5 re del nero · a4 pedone del nero · c4 pedone del bianco · d4 pedone del nero · d3 pedone del bianco · f2 pedone del bianco | b7 pedone del nero · d7 pedone del nero · g7 re del bianco · c6 pedone del nero · d6 alfiere del bianco · c5 pedone del bianco · e5 pedone del bianco · f5 re del nero · a4 pedone del nero · c4 pedone del bianco · d4 pedone del nero · d3 pedone del bianco · f2 pedone del bianco | b7 pedone del nero · d7 pedone del nero · g7 re del bianco · c6 pedone del nero · d6 alfiere del bianco · c5 pedone del bianco · e5 pedone del bianco · f5 re del nero · a4 pedone del nero · c4 pedone del bianco · d4 pedone del nero · d3 pedone del bianco · f2 pedone del bianco | b7 pedone del nero · d7 pedone del nero · g7 re del bianco · c6 pedone del nero · d6 alfiere del bianco · c5 pedone del bianco · e5 pedone del bianco · f5 re del nero · a4 pedone del nero · c4 pedone del bianco · d4 pedone del nero · d3 pedone del bianco · f2 pedone del bianco | b7 pedone del nero · d7 pedone del nero · g7 re del bianco · c6 pedone del nero · d6 alfiere del bianco · c5 pedone del bianco · e5 pedone del bianco · f5 re del nero · a4 pedone del nero · c4 pedone del bianco · d4 pedone del nero · d3 pedone del bianco · f2 pedone del bianco | 1 |
|   | a | b | c | d | e | f | g | h |   |

Uno studio più complesso è quello del diagramma a destra, del compositore austriaco Alois Wotawa.
Sembra impossibile che il Bianco possa vincere, in quanto il pedone in a4 non può essere fermato. Ma anche il Bianco può promuovere, e se il Nero volesse impedirlo a suo carico sono pronte, incredibilmente, due varianti di matto!
- Soluzione:

1.Rh6!! Per giocare una mossa così apparentemente assurda bisogna aver calcolato molte difficili continuazioni.
1...a3 2.e6! con due svolgimenti:
- a)  2...dxe6 3.Ae5!! Rxe5 4.Rg5 a2 5.f4 matto;
- b)  2...Rxe6 3.Rg6 a2 4.f4 a1=D 5.f5 matto.
Una composizione molto originale dall'esito sorprendente, tipica dello stile di Alois Wotawa.

## Storia
|   | a | b | c | d | e | f | g | h |   |
| 8 | b8 torre del nero · g8 re del nero · f6 pedone del bianco · g6 pedone del bianco · a4 re del bianco · c4 cavallo del nero · g4 cavallo del bianco · h4 torre del bianco · h3 elefante del bianco · b2 torre del nero · h1 torre del bianco | b8 torre del nero · g8 re del nero · f6 pedone del bianco · g6 pedone del bianco · a4 re del bianco · c4 cavallo del nero · g4 cavallo del bianco · h4 torre del bianco · h3 elefante del bianco · b2 torre del nero · h1 torre del bianco | b8 torre del nero · g8 re del nero · f6 pedone del bianco · g6 pedone del bianco · a4 re del bianco · c4 cavallo del nero · g4 cavallo del bianco · h4 torre del bianco · h3 elefante del bianco · b2 torre del nero · h1 torre del bianco | b8 torre del nero · g8 re del nero · f6 pedone del bianco · g6 pedone del bianco · a4 re del bianco · c4 cavallo del nero · g4 cavallo del bianco · h4 torre del bianco · h3 elefante del bianco · b2 torre del nero · h1 torre del bianco | b8 torre del nero · g8 re del nero · f6 pedone del bianco · g6 pedone del bianco · a4 re del bianco · c4 cavallo del nero · g4 cavallo del bianco · h4 torre del bianco · h3 elefante del bianco · b2 torre del nero · h1 torre del bianco | b8 torre del nero · g8 re del nero · f6 pedone del bianco · g6 pedone del bianco · a4 re del bianco · c4 cavallo del nero · g4 cavallo del bianco · h4 torre del bianco · h3 elefante del bianco · b2 torre del nero · h1 torre del bianco | b8 torre del nero · g8 re del nero · f6 pedone del bianco · g6 pedone del bianco · a4 re del bianco · c4 cavallo del nero · g4 cavallo del bianco · h4 torre del bianco · h3 elefante del bianco · b2 torre del nero · h1 torre del bianco | b8 torre del nero · g8 re del nero · f6 pedone del bianco · g6 pedone del bianco · a4 re del bianco · c4 cavallo del nero · g4 cavallo del bianco · h4 torre del bianco · h3 elefante del bianco · b2 torre del nero · h1 torre del bianco | 8 |
| 7 | b8 torre del nero · g8 re del nero · f6 pedone del bianco · g6 pedone del bianco · a4 re del bianco · c4 cavallo del nero · g4 cavallo del bianco · h4 torre del bianco · h3 elefante del bianco · b2 torre del nero · h1 torre del bianco | b8 torre del nero · g8 re del nero · f6 pedone del bianco · g6 pedone del bianco · a4 re del bianco · c4 cavallo del nero · g4 cavallo del bianco · h4 torre del bianco · h3 elefante del bianco · b2 torre del nero · h1 torre del bianco | b8 torre del nero · g8 re del nero · f6 pedone del bianco · g6 pedone del bianco · a4 re del bianco · c4 cavallo del nero · g4 cavallo del bianco · h4 torre del bianco · h3 elefante del bianco · b2 torre del nero · h1 torre del bianco | b8 torre del nero · g8 re del nero · f6 pedone del bianco · g6 pedone del bianco · a4 re del bianco · c4 cavallo del nero · g4 cavallo del bianco · h4 torre del bianco · h3 elefante del bianco · b2 torre del nero · h1 torre del bianco | b8 torre del nero · g8 re del nero · f6 pedone del bianco · g6 pedone del bianco · a4 re del bianco · c4 cavallo del nero · g4 cavallo del bianco · h4 torre del bianco · h3 elefante del bianco · b2 torre del nero · h1 torre del bianco | b8 torre del nero · g8 re del nero · f6 pedone del bianco · g6 pedone del bianco · a4 re del bianco · c4 cavallo del nero · g4 cavallo del bianco · h4 torre del bianco · h3 elefante del bianco · b2 torre del nero · h1 torre del bianco | b8 torre del nero · g8 re del nero · f6 pedone del bianco · g6 pedone del bianco · a4 re del bianco · c4 cavallo del nero · g4 cavallo del bianco · h4 torre del bianco · h3 elefante del bianco · b2 torre del nero · h1 torre del bianco | b8 torre del nero · g8 re del nero · f6 pedone del bianco · g6 pedone del bianco · a4 re del bianco · c4 cavallo del nero · g4 cavallo del bianco · h4 torre del bianco · h3 elefante del bianco · b2 torre del nero · h1 torre del bianco | 7 |
| 6 | b8 torre del nero · g8 re del nero · f6 pedone del bianco · g6 pedone del bianco · a4 re del bianco · c4 cavallo del nero · g4 cavallo del bianco · h4 torre del bianco · h3 elefante del bianco · b2 torre del nero · h1 torre del bianco | b8 torre del nero · g8 re del nero · f6 pedone del bianco · g6 pedone del bianco · a4 re del bianco · c4 cavallo del nero · g4 cavallo del bianco · h4 torre del bianco · h3 elefante del bianco · b2 torre del nero · h1 torre del bianco | b8 torre del nero · g8 re del nero · f6 pedone del bianco · g6 pedone del bianco · a4 re del bianco · c4 cavallo del nero · g4 cavallo del bianco · h4 torre del bianco · h3 elefante del bianco · b2 torre del nero · h1 torre del bianco | b8 torre del nero · g8 re del nero · f6 pedone del bianco · g6 pedone del bianco · a4 re del bianco · c4 cavallo del nero · g4 cavallo del bianco · h4 torre del bianco · h3 elefante del bianco · b2 torre del nero · h1 torre del bianco | b8 torre del nero · g8 re del nero · f6 pedone del bianco · g6 pedone del bianco · a4 re del bianco · c4 cavallo del nero · g4 cavallo del bianco · h4 torre del bianco · h3 elefante del bianco · b2 torre del nero · h1 torre del bianco | b8 torre del nero · g8 re del nero · f6 pedone del bianco · g6 pedone del bianco · a4 re del bianco · c4 cavallo del nero · g4 cavallo del bianco · h4 torre del bianco · h3 elefante del bianco · b2 torre del nero · h1 torre del bianco | b8 torre del nero · g8 re del nero · f6 pedone del bianco · g6 pedone del bianco · a4 re del bianco · c4 cavallo del nero · g4 cavallo del bianco · h4 torre del bianco · h3 elefante del bianco · b2 torre del nero · h1 torre del bianco | b8 torre del nero · g8 re del nero · f6 pedone del bianco · g6 pedone del bianco · a4 re del bianco · c4 cavallo del nero · g4 cavallo del bianco · h4 torre del bianco · h3 elefante del bianco · b2 torre del nero · h1 torre del bianco | 6 |
| 5 | b8 torre del nero · g8 re del nero · f6 pedone del bianco · g6 pedone del bianco · a4 re del bianco · c4 cavallo del nero · g4 cavallo del bianco · h4 torre del bianco · h3 elefante del bianco · b2 torre del nero · h1 torre del bianco | b8 torre del nero · g8 re del nero · f6 pedone del bianco · g6 pedone del bianco · a4 re del bianco · c4 cavallo del nero · g4 cavallo del bianco · h4 torre del bianco · h3 elefante del bianco · b2 torre del nero · h1 torre del bianco | b8 torre del nero · g8 re del nero · f6 pedone del bianco · g6 pedone del bianco · a4 re del bianco · c4 cavallo del nero · g4 cavallo del bianco · h4 torre del bianco · h3 elefante del bianco · b2 torre del nero · h1 torre del bianco | b8 torre del nero · g8 re del nero · f6 pedone del bianco · g6 pedone del bianco · a4 re del bianco · c4 cavallo del nero · g4 cavallo del bianco · h4 torre del bianco · h3 elefante del bianco · b2 torre del nero · h1 torre del bianco | b8 torre del nero · g8 re del nero · f6 pedone del bianco · g6 pedone del bianco · a4 re del bianco · c4 cavallo del nero · g4 cavallo del bianco · h4 torre del bianco · h3 elefante del bianco · b2 torre del nero · h1 torre del bianco | b8 torre del nero · g8 re del nero · f6 pedone del bianco · g6 pedone del bianco · a4 re del bianco · c4 cavallo del nero · g4 cavallo del bianco · h4 torre del bianco · h3 elefante del bianco · b2 torre del nero · h1 torre del bianco | b8 torre del nero · g8 re del nero · f6 pedone del bianco · g6 pedone del bianco · a4 re del bianco · c4 cavallo del nero · g4 cavallo del bianco · h4 torre del bianco · h3 elefante del bianco · b2 torre del nero · h1 torre del bianco | b8 torre del nero · g8 re del nero · f6 pedone del bianco · g6 pedone del bianco · a4 re del bianco · c4 cavallo del nero · g4 cavallo del bianco · h4 torre del bianco · h3 elefante del bianco · b2 torre del nero · h1 torre del bianco | 5 |
| 4 | b8 torre del nero · g8 re del nero · f6 pedone del bianco · g6 pedone del bianco · a4 re del bianco · c4 cavallo del nero · g4 cavallo del bianco · h4 torre del bianco · h3 elefante del bianco · b2 torre del nero · h1 torre del bianco | b8 torre del nero · g8 re del nero · f6 pedone del bianco · g6 pedone del bianco · a4 re del bianco · c4 cavallo del nero · g4 cavallo del bianco · h4 torre del bianco · h3 elefante del bianco · b2 torre del nero · h1 torre del bianco | b8 torre del nero · g8 re del nero · f6 pedone del bianco · g6 pedone del bianco · a4 re del bianco · c4 cavallo del nero · g4 cavallo del bianco · h4 torre del bianco · h3 elefante del bianco · b2 torre del nero · h1 torre del bianco | b8 torre del nero · g8 re del nero · f6 pedone del bianco · g6 pedone del bianco · a4 re del bianco · c4 cavallo del nero · g4 cavallo del bianco · h4 torre del bianco · h3 elefante del bianco · b2 torre del nero · h1 torre del bianco | b8 torre del nero · g8 re del nero · f6 pedone del bianco · g6 pedone del bianco · a4 re del bianco · c4 cavallo del nero · g4 cavallo del bianco · h4 torre del bianco · h3 elefante del bianco · b2 torre del nero · h1 torre del bianco | b8 torre del nero · g8 re del nero · f6 pedone del bianco · g6 pedone del bianco · a4 re del bianco · c4 cavallo del nero · g4 cavallo del bianco · h4 torre del bianco · h3 elefante del bianco · b2 torre del nero · h1 torre del bianco | b8 torre del nero · g8 re del nero · f6 pedone del bianco · g6 pedone del bianco · a4 re del bianco · c4 cavallo del nero · g4 cavallo del bianco · h4 torre del bianco · h3 elefante del bianco · b2 torre del nero · h1 torre del bianco | b8 torre del nero · g8 re del nero · f6 pedone del bianco · g6 pedone del bianco · a4 re del bianco · c4 cavallo del nero · g4 cavallo del bianco · h4 torre del bianco · h3 elefante del bianco · b2 torre del nero · h1 torre del bianco | 4 |
| 3 | b8 torre del nero · g8 re del nero · f6 pedone del bianco · g6 pedone del bianco · a4 re del bianco · c4 cavallo del nero · g4 cavallo del bianco · h4 torre del bianco · h3 elefante del bianco · b2 torre del nero · h1 torre del bianco | b8 torre del nero · g8 re del nero · f6 pedone del bianco · g6 pedone del bianco · a4 re del bianco · c4 cavallo del nero · g4 cavallo del bianco · h4 torre del bianco · h3 elefante del bianco · b2 torre del nero · h1 torre del bianco | b8 torre del nero · g8 re del nero · f6 pedone del bianco · g6 pedone del bianco · a4 re del bianco · c4 cavallo del nero · g4 cavallo del bianco · h4 torre del bianco · h3 elefante del bianco · b2 torre del nero · h1 torre del bianco | b8 torre del nero · g8 re del nero · f6 pedone del bianco · g6 pedone del bianco · a4 re del bianco · c4 cavallo del nero · g4 cavallo del bianco · h4 torre del bianco · h3 elefante del bianco · b2 torre del nero · h1 torre del bianco | b8 torre del nero · g8 re del nero · f6 pedone del bianco · g6 pedone del bianco · a4 re del bianco · c4 cavallo del nero · g4 cavallo del bianco · h4 torre del bianco · h3 elefante del bianco · b2 torre del nero · h1 torre del bianco | b8 torre del nero · g8 re del nero · f6 pedone del bianco · g6 pedone del bianco · a4 re del bianco · c4 cavallo del nero · g4 cavallo del bianco · h4 torre del bianco · h3 elefante del bianco · b2 torre del nero · h1 torre del bianco | b8 torre del nero · g8 re del nero · f6 pedone del bianco · g6 pedone del bianco · a4 re del bianco · c4 cavallo del nero · g4 cavallo del bianco · h4 torre del bianco · h3 elefante del bianco · b2 torre del nero · h1 torre del bianco | b8 torre del nero · g8 re del nero · f6 pedone del bianco · g6 pedone del bianco · a4 re del bianco · c4 cavallo del nero · g4 cavallo del bianco · h4 torre del bianco · h3 elefante del bianco · b2 torre del nero · h1 torre del bianco | 3 |
| 2 | b8 torre del nero · g8 re del nero · f6 pedone del bianco · g6 pedone del bianco · a4 re del bianco · c4 cavallo del nero · g4 cavallo del bianco · h4 torre del bianco · h3 elefante del bianco · b2 torre del nero · h1 torre del bianco | b8 torre del nero · g8 re del nero · f6 pedone del bianco · g6 pedone del bianco · a4 re del bianco · c4 cavallo del nero · g4 cavallo del bianco · h4 torre del bianco · h3 elefante del bianco · b2 torre del nero · h1 torre del bianco | b8 torre del nero · g8 re del nero · f6 pedone del bianco · g6 pedone del bianco · a4 re del bianco · c4 cavallo del nero · g4 cavallo del bianco · h4 torre del bianco · h3 elefante del bianco · b2 torre del nero · h1 torre del bianco | b8 torre del nero · g8 re del nero · f6 pedone del bianco · g6 pedone del bianco · a4 re del bianco · c4 cavallo del nero · g4 cavallo del bianco · h4 torre del bianco · h3 elefante del bianco · b2 torre del nero · h1 torre del bianco | b8 torre del nero · g8 re del nero · f6 pedone del bianco · g6 pedone del bianco · a4 re del bianco · c4 cavallo del nero · g4 cavallo del bianco · h4 torre del bianco · h3 elefante del bianco · b2 torre del nero · h1 torre del bianco | b8 torre del nero · g8 re del nero · f6 pedone del bianco · g6 pedone del bianco · a4 re del bianco · c4 cavallo del nero · g4 cavallo del bianco · h4 torre del bianco · h3 elefante del bianco · b2 torre del nero · h1 torre del bianco | b8 torre del nero · g8 re del nero · f6 pedone del bianco · g6 pedone del bianco · a4 re del bianco · c4 cavallo del nero · g4 cavallo del bianco · h4 torre del bianco · h3 elefante del bianco · b2 torre del nero · h1 torre del bianco | b8 torre del nero · g8 re del nero · f6 pedone del bianco · g6 pedone del bianco · a4 re del bianco · c4 cavallo del nero · g4 cavallo del bianco · h4 torre del bianco · h3 elefante del bianco · b2 torre del nero · h1 torre del bianco | 2 |
| 1 | b8 torre del nero · g8 re del nero · f6 pedone del bianco · g6 pedone del bianco · a4 re del bianco · c4 cavallo del nero · g4 cavallo del bianco · h4 torre del bianco · h3 elefante del bianco · b2 torre del nero · h1 torre del bianco | b8 torre del nero · g8 re del nero · f6 pedone del bianco · g6 pedone del bianco · a4 re del bianco · c4 cavallo del nero · g4 cavallo del bianco · h4 torre del bianco · h3 elefante del bianco · b2 torre del nero · h1 torre del bianco | b8 torre del nero · g8 re del nero · f6 pedone del bianco · g6 pedone del bianco · a4 re del bianco · c4 cavallo del nero · g4 cavallo del bianco · h4 torre del bianco · h3 elefante del bianco · b2 torre del nero · h1 torre del bianco | b8 torre del nero · g8 re del nero · f6 pedone del bianco · g6 pedone del bianco · a4 re del bianco · c4 cavallo del nero · g4 cavallo del bianco · h4 torre del bianco · h3 elefante del bianco · b2 torre del nero · h1 torre del bianco | b8 torre del nero · g8 re del nero · f6 pedone del bianco · g6 pedone del bianco · a4 re del bianco · c4 cavallo del nero · g4 cavallo del bianco · h4 torre del bianco · h3 elefante del bianco · b2 torre del nero · h1 torre del bianco | b8 torre del nero · g8 re del nero · f6 pedone del bianco · g6 pedone del bianco · a4 re del bianco · c4 cavallo del nero · g4 cavallo del bianco · h4 torre del bianco · h3 elefante del bianco · b2 torre del nero · h1 torre del bianco | b8 torre del nero · g8 re del nero · f6 pedone del bianco · g6 pedone del bianco · a4 re del bianco · c4 cavallo del nero · g4 cavallo del bianco · h4 torre del bianco · h3 elefante del bianco · b2 torre del nero · h1 torre del bianco | b8 torre del nero · g8 re del nero · f6 pedone del bianco · g6 pedone del bianco · a4 re del bianco · c4 cavallo del nero · g4 cavallo del bianco · h4 torre del bianco · h3 elefante del bianco · b2 torre del nero · h1 torre del bianco | 1 |
|   | a | b | c | d | e | f | g | h |   |

La composizione di studi è precedente alla forma moderna degli scacchi. Si trovano alcuni studi degli scacchi (Shatranj) in manoscritti risalenti al IX secolo. Gli arabi introdussero in Europa nel IX secolo una tipologia di studi simili a quelli moderni, detti mansūba, nei quali veniva fornita una posizione di mediogioco o finale con un determinato obiettivo (es. il Bianco muove e vince). Uno dei più noti tra quelli pervenuti è il matto di Dilārām, tramandato in un manoscritto di scacchi del XV secolo redatto da Firdewsi al-Tahihal, ma le cui origini risalgono al X secolo e probabilmente sono attribuibili al maestro arabo di shatranj Abu Bakr ibn Yahya al-Suli. Un aneddoto narra che il principe Murwardi, appassionato giocatore, in una sessione di gioco avesse perso tutti i suoi averi, mettendo in premio la sua bellissima moglie, Dilārām, in un'ultima disperata partita di rivincita. Il principe stava perdendo (posizione del diagramma a lato) quando Dilārām, con la frase "oh principe, sacrifica le torri ma non tua moglie", gli avrebbe suggerito una combinazione con la quale Murwardi vinse la partita, ovvero:
1.Th8+ Rxh8 2.Af5+ Rg8 3.Th8+ Rxh8 4.g7+ Rg8 5.Ch6#
I primi trattati sugli scacchi moderni, come quelli di Luis Ramírez de Lucena e Pedro Damiano (verso la fine del XV e inizio del XVI secolo) comprendono alcuni studi. Tuttavia questi studi sono ben diversi da quelli attuali, essendovi spesso pezzi non essenziali per la soluzione, cosa non permessa attualmente. Queste composizioni venivano chiamate con vari nomi (per es. Damiano le definiva "suttilitatae").
Il primo uso del termine studi risale al 1851 nell'opera "Chess Studies" dei tedeschi Bernhard Horwitz e Josef Kling, considerata generalmente come l'inizio della studistica moderna. Si ritiene che la composizione di studi si sia evoluta in una vera e propria arte verso la fine del XIX secolo, con Aleksej Troickij e Henri Rinck tra i primi esponenti più importanti.
Molti compositori, come Troickij, Rinck e Leonid Kubbel, sono conosciuti solo per la loro attività di studisti, ma alcuni famosi giocatori, tra cui Emanuel Lasker, Richard Réti, Vasilij Smyslov, Paul Keres, Pál Benkő, Aleksandr Beljavskij e Jan Timman, sono stati anche compositori di studi.

## Principali compositori di studi
- Yochanan Afek (n. Tel Aviv 1952). Grande Maestro FIDE per la composizione (1989) nonchè Maestro Internazionale FIDE a tavolino. Ha pubblicato circa 120 studi e 80 problemi, ottenendo numerosi riconoscimenti, tra cui 5 primi premi.
- Serhiy Didukh (n. 1976). Compositore ucraino di più di 240 studi, riconosciuto per la sua attività di critico e per aver vinto il Campionato Mondiale Individuale nell'edizione 2010-2012. Maestro Internazionale FIDE per la composizione.
- Iuri Akobia (n. 1937). Compositore georgiano di circa 500 studi, autore del primo volume della antologia "4332 Stalemate Studies" e con Nadareishvili del secondo e terzo volume di "4492 Checkmate Studies" e "4324 Positional Draw studies". Ingegnere radiotecnico, è stato a lungo direttore della TV di stato georgiana.
- Jurij Averbach (n. 1922). Grande Maestro e compositore di studi russo. Molti suoi studi, specialmente di Torre e pedone contro Cavallo e pedone, sono considerati dei classici. Assieme a Čechover, Kopaev ed altri pubblicò nel 1956 un'enciclopedia in 5 volumi sui finali: "Lehrbuch der Endspiele", tradotta poi in inglese.
- Jurij Bazlov (n. 1947). Compositore di studi russo, vincitore nel 2005 e 2006 del concorso "Studio dell'anno" indetto dalla PCCC (Permanent Commission for Chess Composition) e di 24 primi premi in concorsi internazionali.
- Oleksandr Beljavs'kyj (n. 1953). Grande Maestro ucraino e compositore di circa 40 studi, alcuni dei quali in collaborazione con Mitrofanov, col quale ha vinto tre primi premi. Da diversi anni vive stabilmente in Slovenia.
- Gady Costeff (n. 1967). Maestro Internazionale FIDE per la composizione, è noto per le sue ricerche nell'ambito dei task negli studi di scacchi, in particolare del Babson Task, che gli è riuscito solo parzialmente o in posizioni illegali. Autore poco prolifico, ha all'attivo circa 100 studi pubblicati a fronte di una carriera compositiva di circa 45 anni, per via della notevole complessità strutturale e tematica delle sue composizioni.
- Martin Minski (n. 1969). Compositore tedesco di più di 600 studi, vincitore di numerosi premi. Predilige studi tattici e combinazioni spettacolari.
- Pál Benkő (n. 1928). GM ungherese, nel 1956 si trasferì negli USA. Compose numerosi studi, ottenendo diverse premiazioni, tra cui 12 primi premi.
- Charles Bent(1919-2004). È stato il più prolifico compositore di studi inglese, con 848 studi pubblicati. Vincitore di 72 riconoscimenti tra cui sette primi premi.
- Johann Berger (1845-1933). Giocatore, studista e problemista austriaco.
- Jan Michael Sprenger (n. 1982), Grande Maestro tedesco e Maestro FIDE per la composizione di studi scacchistici.
- Zinovij Birnov (1911-1967). Compositore russo di oltre 100 studi.
- Filip Bondarenko (1905-1993). Compositore ucraino di oltre 400 studi, molti dei quali in collaborazione con Kuznetsov. Pubblicò nel 1955 la raccolta di studi "Trionfo dello Studio Sovietico". Vincitore di dieci primi premi.
- Vladimir Bron (1909-1985). Compositore ucraino/sovietico di circa 400 studi. Autore di Studi e problemi scelti (1969), ottenne 32 primi premi.
- Oscar Carlsson (n. 1924). Compositore di studi e giudice internazionale argentino.
- Vitalij Čechover (1908-1965). Forte giocatore (partecipò a cinque campionati sovietici) e compositore russo, considerato il massimo esperto dei finali di Cavallo. Autore con Averbakh del 3° volume di un'enciclopedia sui finali: Queen and pawns, Queen vs. Rook, Queen vs. minor Pieces (1956).
- André Chéron (1895-1980). Campione francese nel 1926-27-28, si dedicò poi alla composizione di studi. Molti suoi lavori sono considerati dei classici nella teoria dei finali. Pubblicò nel 1952 un'antologia sugli studi in tre volumi.
- Emilian Dobrescu (n. 1933). È considerato il maggior studista rumeno. Autore di numerose pubblicazioni, tra cui "Chess Study Composition". Grande Maestro della composizione, ha ottenuto moltissime premiazioni, tra cui 67 primi premi. Ha collaborato spesso con Virgil Nestorescu. Insegnante di Economia in varie università rumene.
- Oldřich Duras (1882-1957). Giocatore e studista ceco. Nel 1914 si ritirò dagli scacchi giocati per dedicarsi interamente alla composizione di studi.
- Paul Farago (1886-1970). Compositore di studi ungherese, si trasferì a 24 anni in Romania dove rimase per il resto della vita. Compose circa 200 studi.
- Jindřich Fritz (1912–1984). Grande Maestro cecoslovacco per la composizione, autore di circa 500 studi e problemi. Assieme a Richard Réti è considerato tra i maggiori rappresentanti della scuola studistica boema, nella quale la maggior parte dei suoi studi terminano con lo scacco matto o con lo stallo. Vincitore di 26 primi premi.
- Tigran Gorgiev (1910-1976). Compositore sovietico/ucraino, vincitore di 32 primi premi. È considerato tra i maggiori autori del genere "grottesco", cioè con posizioni praticamente irraggiungibili in partita.
- Nikolaj Grigor'ev (1895-1938). Giocatore e compositore russo. Partecipò ai primi quattro campionati sovietici e giocò nel 1922 un match con Alechin (–3 =3). Particolarmente esperto negli studi di soli pedoni e di Torri e pedoni. Autore di Finali di Scacchi, tradotto in italiano da Giorgio Porreca (1965).
- Aleksandr Guljaev-Grin (1908 - 1998). Studista e problemista russo. Dal 1958 adottò lo pseudonimo Alexander Grin per tutti i suoi studi. Compose circa 200 studi ottenendo 8 primi premi.
- David Gurgenidze (1933 - vivente). Grande maestro georgiano per la composizione (da non confondere col GM georgiano Bukhuti Gurgenidze). Collaborò spesso con Yuri Akobia. Compose oltre 500 studi e circa 200 problemi. Ottenne molti riconoscimenti, tra cui 32 primi premi.
- Abram Gurvič (Baku 1897-Mosca 1962). Compositore russo di un centinaio di studi, dei quali undici vinsero il primo premio. È stato definito «il poeta» per la particolare eleganza dei suoi studi. Autore di varie pubblicazioni tra cui Soviet Chess Problems, di professione era critico letterario e teatrale.
- Vitaly Halberstadt (Odessa 1903-Parigi 1968). Compositore russo/ucraino naturalizzato francese. Autore di numerosi studi, alcuni in collaborazione con Leonid Kubbel. Vinse molti primi premi.
- Miroslav Havel (1881-1958). Problemista e studista cecoslovacco, autore di circa 1500 problemi, dei quali 65 ottennero il primo premio, e circa 60 studi, dei quali 9 ottennero il primo premio. Il suo vero nome era Miroslav Kostal.
- Aleksandr Gerbstman (1900-1982). Compositore russo e giudice internazionale FIDE per la composizione, vincitore di 22 primi premi.
- Jehuda Hoch (1946 - vivente). Compositore di studi israeliano di origine rumena.
- David Hooper (1915-1998). Giocatore e studista inglese, autore di "A Pocket Guide to Chess Endgames".
- Bernhard Horwitz (1807-1885). Compositore tedesco, autore insieme a Kling di circa 400 studi. Autore della prima raccolta di studi: Chess Studies Londra 1851. Gli Alfieri su diagonali adiacenti diretti verso l'arrocco avversario sono detti Alfieri di Horwitz.
- Vitol'd Jakimčik (1911-1977). Compositore russo di circa 100 studi. Secondo Kasparyan " ha creato studi di qualità eccezionale, che avranno sempre un posto di altissimo rilievo nella storia della composizione". Ottenne molti riconoscimenti, ma non partecipò mai a concorsi fuori dall'Unione Sovietica.
- Viktor Jakovenko (1941 - vivente) Compositore russo di circa 30 studi.
- Velimir Kalandadze (1935 - 2017). Compositore georgiano di circa 350 studi, molti dei quali in collaborazione con Gurgenidze. Vincitore di 16 primi premi. Nel 2008 ha vinto il concorso «Study of the Year» della PCCC.
- Sergej Kaminer (1908-1938). Compositore russo di circa 60 studi, molti dei quali insieme con Liburkin. Fu giustiziato nel 1938 dalla polizia segreta sovietica per motivi non del tutto chiariti. Riuscì a far preservare molti suoi studi facendoli consegnare a Mihail Botvinnik.
- Henrik K'asparyan (1910-1995). Compositore e giocatore armeno (10 volte campione dell'Armenia). Fu il primo studista a ricevere il titolo di Grande Maestro della composizione dalla FIDE quando il titolo venne istituito nel 1972. Autore di circa 600 studi, molti dei quali dedicati al tema della dominazione. Vinse 57 primi premi.
- Aleksandr Kazancev (1906-2002). Compositore russo di oltre 100 studi, vincitore di numerosi primi premi. È stato anche uno scrittore di fantascienza, molto popolare in Russia.
- Paul Keres (1916-1975). GM estone, compose circa 70 studi. In italiano è stato pubblicato "Come giocare i finali di pedoni e pezzi leggeri" (Mursia 1988) contenente molti studi estesamente commentati.

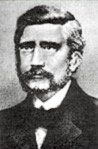
Josef Kling

- Theodorus Kok (1906-1999). Compositore olandese di circa 350 studi. È famosa una sua miniatura del 1934 con una soluzione che sembra paradossale, vincitrice di un 1º premio.
- Josef Kling (1811-1876). Compositore tedesco di circa 400 studi, per la maggior parte insieme a Horwitz, contenenti notevoli contributi alla teoria dei finali.
- Nikolaj Kopaev. Compositore russo, considerato tra i maggiori esperti dei finali di Torre e pedoni. Autore con Averbakh del 5° volume di un'enciclopedia sui finali: "Rook Endings".
- Attila Korányi (1934-1997). Compositore ungherese di circa 150 studi, Giudice FIDE per la composizione (1989). Vincitore di 22 primi premi.
- Vladimir Korol'kov (1907-1987). Compositore russo di oltre 300 studi, Grande Maestro Fide per la composizione (1976). Ottenne tra gli altri riconoscimenti 31 primi premi, alcuni dei quali per studi elaborati con Mitrofanov.
- Shaya Kozlovsky (1910-1943). Compositore polacco vincitore di molti primi premi.
- Nikolaj Kralin (1944 - vivente). Studista russo, Grande Maestro per la composizione 2005. Ha ottenuto tra gli altri riconoscimenti 45 primi premi.
- Leonid Kubbel (Leningrado 1891-1942). Studista russo autore di oltre 500 studi, vincitore di moltissimi premi, famoso per l'eleganza e originalità di molte sue composizioni. Fratello di Ardid Kubbel, forte giocatore a tavolino (partecipò ai primi quattro campionati sovietici) e di Evgenij Kubbel, anch'egli compositore. Sia Leonid che Evgenij morirono durante l'assedio nazista di Leningrado.

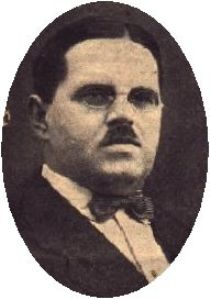
Leonid Kubbel

- Anatolij Kuznecov (1932-2000). Compositore russo di studi e problemi. Maestro Internazionale della composizione (1980). Vincitore di 50 primi premi (12 per gli studi). Autore di "Brilliant chess studies", raccolta di 150 studi di vari compositori.
- Frédéric Lazard (1883-1949). Giocatore, problemista e studista francese, compose 138 studi, per la maggior parte miniature.
- Mark Liburkin (1910-1953). Compositore russo di circa 120 studi di notevole eleganza, vinse 18 premi in concorsi internazionali.
- Harold Lommer (1910-1980). Maestro internazionale inglese a tavolino, compose oltre 100 studi. Giudice FIDE per la composizione.
- Norman Macleod (1927-1991). Granda Maestro scozzese della composizione, l'unico britannico oltre a Comins Mansfield a ricevere questo titolo dalla FIDE.
- Hermann Mattison /Matisons (1894-1932). Giocatore e compositore di studi lettone. Alle olimpiadi di Praga 1931 vinse con il campione del mondo in carica Alechin e con Rubinstein.
- Josè Mandil (1907-1979). Compositore spagnolo di circa 50 studi, arbitro FIDE per la composizione.
- Leopol'd Mitrofanov (1932-1992). Compositore russo di oltre 300 studi, 40 dei quali primi premi. Un suo studio, vincitore di un primo premio nel 1967, fu in seguito demolito, poi riabilitato, e di nuovo demolito, pur rimanendo molto originale e interessante.
- José Mugnos (1904-1982). Compositore argentino di circa 100 studi, vincitore di 8 primi premi. Autore di Mis Mejores Finales, Buenos Aires 1957.
- Gia Nadareishvili (Tbilisi 1921-1991). Compositore georgiano di moltissimi studi, Grande Maestro per la composizione dal 1980. Autore di una raccolta di 312 studi commentati da 43 famosi Grandi Maestri. Vinse 21 primi premi.
- Virgil Nestorescu (1929 - 2018). Grande Maestro rumeno per la composizione di studi, vincitore di 33 primi premi. Collaborò spesso con Emilian Dobrescu.

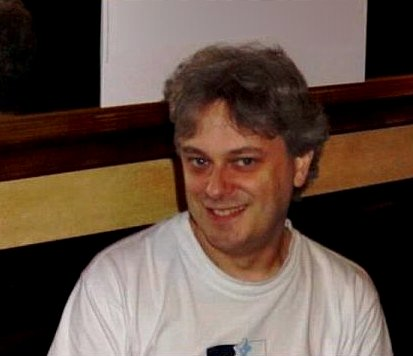
John Nunn

- John Nunn (1955 - vivente). GM inglese e compositore. Autore di numerose pubblicazioni sugli studi. Vincitore nel 2004, 2007 e 2010 del campionato del mondo di soluzione studi e problemi.
- Joseph Peckover (1897-1982). Compositore di studi statunitense di origine inglese. Editore per molti anni della sezione studi dell'American Chess Quarterly, compose circa 100 studi.
- Pauli Perkonoja (1941 - vivente). Compositore finlandese di circa 80 studi, vincitore di 16 primi premi. Maestro internazionale della composizione dal 1969 e campione del mondo 1995 per la soluzione di studi.
- Oleg Pervakov (1960 - vivente). Compositore russo di un centinaio di studi, Grande Maestro della composizione. Vinse nel 2000 un primo premio con un finale di soli pedoni dallo svolgimento notevolmente brillante. Attuale Campione del Mondo di composizione di studi.[4]
- Fratelli Platov, Vasilij (1881-1952) e Michail (1883-1938). Compositori lettoni/sovietici di circa 200 studi, per la maggior parte insieme, ottenendo molte premiazioni, tra cui quattro primi premi.
- Ernest Pogosjanc (1935-1990). GM ucraino della composizione (1988) vincitore di molti primi premi. Secondo Roycroft ha composto oltre 6000 studi, dei quali 1790 pubblicati, il che ne fa il più prolifico tra tutti gli studisti.
- Ladislav Prokeš (Praga 1884-1966). Giocatore e compositore cecoslovacco di circa 1200 studi, vincitore di tre primi premi.
- František Prokop (1901-1973). Compositore cecoslovacco di 376 studi, autore di The magic of chess diagrams 1968.
- Richard Réti (1889-1929). GM cecoslovacco compositore di circa 100 studi, dei quali il Nr. 1, un finale di soli pedoni, è molto famoso. È considerato uno dei maggiori rappresentanti della scuola studistica boema.
- Henri Rinck (1870-1952). Compositore francese/spagnolo di 1670 studi, ideò il Codice Rinck, un sistema di classificazione dei diagrammi. Vinse 58 primi premi.
- John Roycroft (n. 1929). Compositore e autore di numerose raccolte di studi. Fu il primo inglese a ricevere il titolo di Grande Maestro per la composizione. Titolare per molti anni della sezione studistica della rivista New in Chess, ideatore del GBR code (un codice per la classificazione degli studi), fondatore nel 1965 della rivista specializzata «EG Magazine».
- Jan Rusinek (n. 1950). Grande Maestro polacco della composizione, ha ottenuto moltissimi riconoscimenti, tra cui 34 primi premi.
- Fernando Saavedra (1847-1922). Spagnolo poi emigrato in Inghilterra, è famoso per aver dimostrato (Glasgow 1895) che un finale di pedone contro Torre, considerato fino ad allora patto, è in realtà vinto con la sottopromozione a Torre (tema Saavedra, poi utilizzato in diversi studi).
- Boris Sacharov (1914-1973). Compositore russo di una ventina di studi, molti dei quali considerati di altissima qualità.
- Aleksandr Saričev (1909-1986). Compositore russo/azero di circa 100 studi, per lo più di pedoni e pezzi leggeri, con svolgimenti spesso notevolmente brillanti.
- Aleksej Selesniev (1888-1967). Giocatore e compositore russo di numerosi studi.
- Vasilij Smyslov (1921-2010). GM russo, campione del mondo 1957-58, autore di alcune decine di studi. Pubblicò nel 1957 con Levenfish un trattato sui finali di Torre.
- Edward C. Tattersall (1877-1957). Studista inglese, autore nel 1910 di A Thousand Chess Endgames, prima raccolta in inglese di studi scelti.
- Jan Timman (1950 - vivente). Grande Maestro olandese a tavolino, ha composto 145 studi.
- Serhij Tkačenko (1963 - vivente). Compositore ucraino di circa 130 studi.
- Aleksej Troickij (Leningrado 1866-1942). È considerato il fondatore della studistica moderna. Compose circa 1400 studi e diede importanti contributi alla teoria dei finali (per es. due Cavalli contro pedoni). Autore di diversi libri, tra cui "360 Endgame Studies", raccolta dei suoi migliori studi. Nel 1928 gli venne conferita l'onorificenza di “Maestro Onorevole dell'Arte”. Morì durante l'assedio nazista di Leningrado.

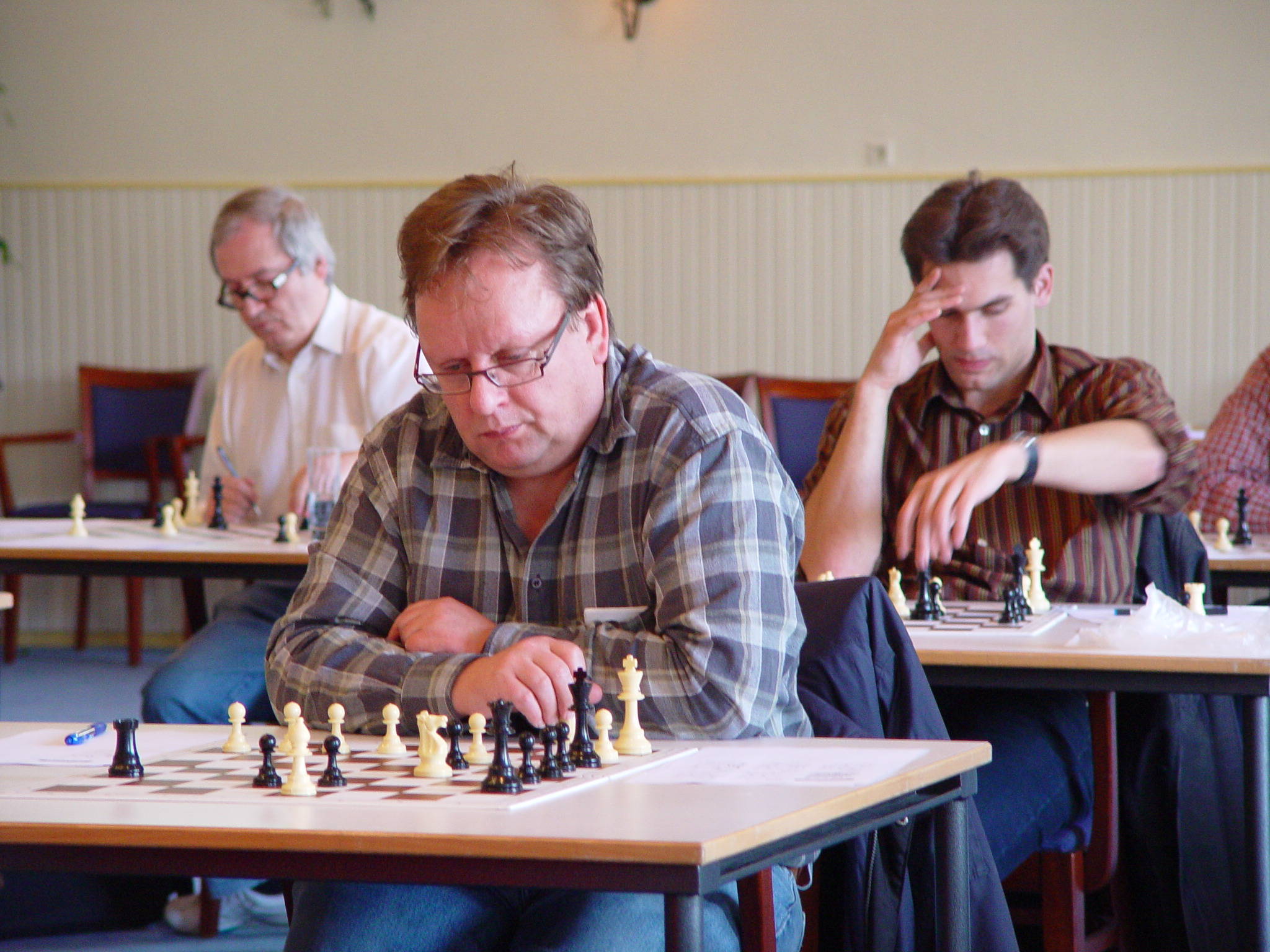
Harold van der Heijden

- Harold van der Heijden (1960 - vivente). Compositore e giudice internazionale olandese, autore nel 2020 di un database che raccoglie 93.839 studi, considerato di riferimento per statistiche sui compositori di studi. Ha composto oltre 100 studi, vincendo 22 premi, 25 menzioni onorevoli e 13 lodi.
- Martin Van Essen (1980 - vivente). Compositore di studi olandese, nonchè risolutore di problemi.
- Jakov Vladimirov (1935 - vivente). GM russo della composizione, autore di numerosi studi e problemi. Ha pubblicato molte opere sulla composizione scacchistica, tra cui molte raccolte dedicate ai maggiori compositori.
- Milan Vukcevich (1937-2003). Giocatore e compositore statunitense di origine jugoslava. È stato il primo americano a ricevere il titolo di GM della composizione (1988). Terzo nel campionato USA 1975 davanti a Byrne, Reshevsky, Evans. Per molti anni fu considerato il più forte solutori di studi a livello mondiale. Di professione ingegnere elettrotecnico, fece parte per molto tempo dello staff scientifico della General Electric.
- Alois Wotawa (1896-1970). È considerato il massimo compositore austriaco. Compose circa 300 studi contraddistinti spesso da soluzioni sensazionali. Non ebbe riconoscimenti ufficiali (eccetto il titolo FIDE di MI della composizione) perché non partecipò mai a concorsi. Giorgio Porreca, grande cultore di studi, scrisse di lui "Il nome di Alois Wotawa resterà inciso a caratteri cubitali nella storia della composizione artistica"[5].
- Gleb Zachodjakin (1912-1982). Compositore russo di circa 200 studi, molti dei quali vincitori di primi premi in concorsi internazionali.

### Compositori di studi italiani

Rinaldo Bianchetti

- Rinaldo Bianchetti (1882-1963). Compositore genovese di circa 100 studi. Nel 1925 pubblicò "Contributo alla teoria dei finali di soli pedoni", in cui illustra la teoria delle case reciproche.
- Ignazio Calvi (1797-1872).  Compose diversi studi, pubblicati soprattutto sulla rivista Le Palamède. Fu il primo a trattare con una certa profondità il tema della promozione a pezzo minore. Fu anche un forte giocatore.
- Mario Camorani (1912-1996). Compositore di circa 500 tra problemi e studi. Arbitro Internazionale FIDE per la composizione. Redattore della sezione problemistica di varie riviste, tra cui Scacco!.
- Marco Campioli (1954-2021). Compositore di numerosi studi, alcuni in collaborazione con Pietro Rossi. Redattore della sezione Studi della rivista "Torre & Cavallo-Scacco!".
- Luigi Centurini (1820-1900). Giocatore e studista genovese. Alcuni suoi studi hanno dato contributi importanti alla teoria dei finali (es. Alfiere contro Torre e pedone, Alfiere contro Alfiere e pedone, Donna contro Torre). Il circolo di Genova è intitolato alla sua memoria.
- Vittorio de Barbieri (Odessa 1860 - Genova 1943). Compose un migliaio di problemi e circa 150 studi. Direttore per molti anni della rubrica di studi de L'Italia Scacchistica.
- Enzo Minerva (Brescia 1962 - vivente). Compone studi dal 1999. Ventesimo al campionato mondiale individuale 2001-2003, e diciannovesimo nell'edizione 2007-2009, in entrambe le occasioni miglior italiano.
- Enrico Paoli (Trieste 1908 - Reggio Emilia 2005). Tre volte campione italiano, Grande Maestro FIDE Honoris Causa (1996) per la sua attività di organizzatore e divulgatore degli scacchi. Compositore di studi (96 Studi Scacchistici, 1982) e autore di un trattato sui finali: Il Finale negli Scacchi ed. Mursia.

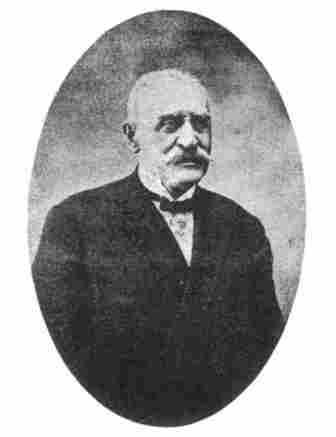
Carlo Salvioli

- Giorgio Porreca (Napoli 1927 - 1988). Maestro internazionale a tavolino (2 volte campione italiano) e fortissimo giocatore per corrispondenza (5º nel Campionato del Mondo 1981-83), fu un grande cultore degli studi. Fondatore e direttore per molti anni della rivista “Scacco”, di cui curava la sezione studi. Pubblicò un'antologia di studi e una traduzione in italiano di un lavoro di Grigoriev (Finali di Scacchi, 1965).
- Pietro Rossi (Treviso 1924 - 2020). Compositore di circa 240 studi, ha ottenuto oltre 90 riconoscimenti in concorsi internazionali. La FSI gli ha conferito nel Maggio 2007 una medaglia d'oro per meriti nel campo della studistica. Ha vissuto a Matera dove ha svolto per molto tempo la professione di insegnante di scienze sociali.
- Carlo Salvioli (Venezia 1848 - 1930). Giocatore e compositore di oltre 50 studi. Pubblicò molte opere sugli scacchi e un trattato sui finali: Trattato completo dei finali di partita, con 500 diagrammi e più di mille esempi (Venezia 1888).
- Daniele Guglielmo Gatti (1987 - vivente). Giocatore agonistico di categoria 1N[6] e compositore di circa 255 studi nonché di 630 problemi scacchistici di vario genere, in particolare automatti ortodossi. Vincitore di circa 200 riconoscimenti tra Premi, Menzioni Onorevoli e Lodi[7]. Giudice Internazionale FIDE per la composizione dal 2025[8]. Noto per aver realizzato per primo un Babson Task completo (4/4) in uno studio con posizione legale ed economica, pubblicato nel numero 239 (2025) della rivista olandese EG. Tale studio ha ricevuto notevole accoglienza da parte della critica nazionale e internazionale[9][10][11][12][13][14][15][16][17][18][19][20]. Di professione è infermiere.
- Mario Micaloni (Roma, 1960 - vivente). Compositore italiano di studi. Predilige uno stile tecnico, ma spesso corredato da mosse brillanti e inaspettate. Autore del booklet gratuito "Manovre critiche nei finali elementari"[21]. Nel gioco a tavolino è Candidato Maestro dal 2006.[22] Lavora nel settore dell'ingegneria aerospaziale.[21]